# Hoovinahalli, Holenarsipur
Hoovinahalli là một làng thuộc tehsil Holenarsipur, huyện Hassan, bang Karnataka, Ấn Độ.